# 宿勤明达
宿勤明達（？—531年）,北魏末年作乱领袖。高平郡人。
524年（正光五年），参加胡琛民变，作为部将。十月，進攻北魏豳州、夏州、北华州。525年（孝昌元年）与万俟醜奴攻打北魏涇州。击败北魏将軍盧祖遷、伊瓫生，崔延伯敗死。530年（永安三年），北魏爾朱天光攻克平涼，明達降魏。不久再反。爾朱天光命賀拔岳前去討伐，明達逃往东夏州。531年（普泰元年）四月，爾朱天光将其击敗，送至洛陽斬杀。

## 脚注
1. ↑  《魏書》卷9 肃宗紀
2. ↑  《魏書》卷73 崔延伯传
3. ↑  《北史》卷37 崔延伯传
4. 1 2  《魏書》卷75 爾朱天光传
5. ↑  《周書》卷14 賀拔岳传
6. ↑  《北史》卷49 賀拔岳传
7. ↑  《魏書》卷11 废出三帝紀
8. ↑  《北史》卷5 魏本紀第5
9. ↑  《北史》卷48 爾朱天光传